# Молин, Франческо
Франческо Молин (итал. Francesco Molin) или Франческо Да Молин (21 апреля 1575, Венеция — 27 февраля 1655, Венеция) — 99-й дож Венеции (правивший с 20 января 1646 года до своей смерти), военачальник и дипломат. Его правление примечательно участием в Критской войне (1645—1669) с Османской империей за обладание Критом; эта война началась при предшественнике Молина — Франческо Эриццо — и продолжалась до 1669 года. Ради финансирования войны продавал доступ к венецианскому патрициату за 100 000 дукатов с человека.

## 1575—1645
Сын Марино Молина и Паолы Барбариго. Родился в Венеции. Посвятил почти всю карьеру военным и морским делам. Служил проведитором нескольких венецианских владений. Там получил репутацию практичного и прагматичного человека, отданного дипломатии и поиску компромисса. Был избран прокуратором Святого Марка за свою добродетель; во время начала Критской войны (1645—1669) был избран генерал-капитаном флота Венецианской республики. Страдал подагрой, которая лишала его возможности выполнять свои обязанности. Семья Молина жила во дворце Молин, в венецианском районе Сан-Марко.